# Bataillon Britannique
Le Bataillon Britannique (1936-1938) était le 16e bataillon des Brigades internationales durant la Guerre d'Espagne. Il est également connu sous le nom de Bataillon Saklatvala, en hommage à Shapurji Saklatvala, fondateur du Parti communiste de Grande-Bretagne, ou Bataillon Clement Attlee.

## Histoire

### Formation
Des volontaires britanniques arrivèrent dès août-septembre 1936, tels Tom Wintringham (en) ou Nat Cohen. Ils formèrent la Tom Mann Centuria, à l'intérieur de la colonne allemande Thälmann, qui devint par la suite le bataillon Thälmann, partie de la XIIe brigade internationale qui combattit à Madrid. D'autres Britanniques, comme Jock Cunningham et John Cornford, se battirent avec le bataillon français Commune de Paris, partie de la XIe brigade internationale - et qui se battit également à Madrid, dans la cité universitaire et Casa de Campo. En décembre 1936, 145 volontaires britanniques constituèrent la compagnie no 1 du bataillon Marseillaise, également francophone, partie de la XIVe brigade internationale et qui se battit à Cordoue en décembre, puis à Madrid en janvier 1937.
En janvier 1937, les survivants de la compagnie no 1 se joignirent aux volontaires britanniques, irlandais et issus des Dominions, à Madrigueras, près d'Albacete (qui était le quartier général des brigades internationales). Ils constituèrent un bataillon anglophone, avec trois compagnies d'infanterie (no 1, 3 et 4) et une d'artillerie (no 2). Le bataillon devint le 16e bataillon des brigades internationales, et appelé « Saklatvala », en référence au député communiste de Battersea. Cependant, ce nom ne fut jamais réellement utilisé, et le bataillon fut simplement connu comme le « bataillon Britannique » ou le « bataillon Anglais » (el batallón británico ou inglés en espagnol). Il fut rattaché à la XVe brigade. Les autres bataillons y étaient le bataillon américain Abraham Lincoln, le bataillon balkanique Dimitrov et le bataillon franco-belge du Six-Février.

### Combats

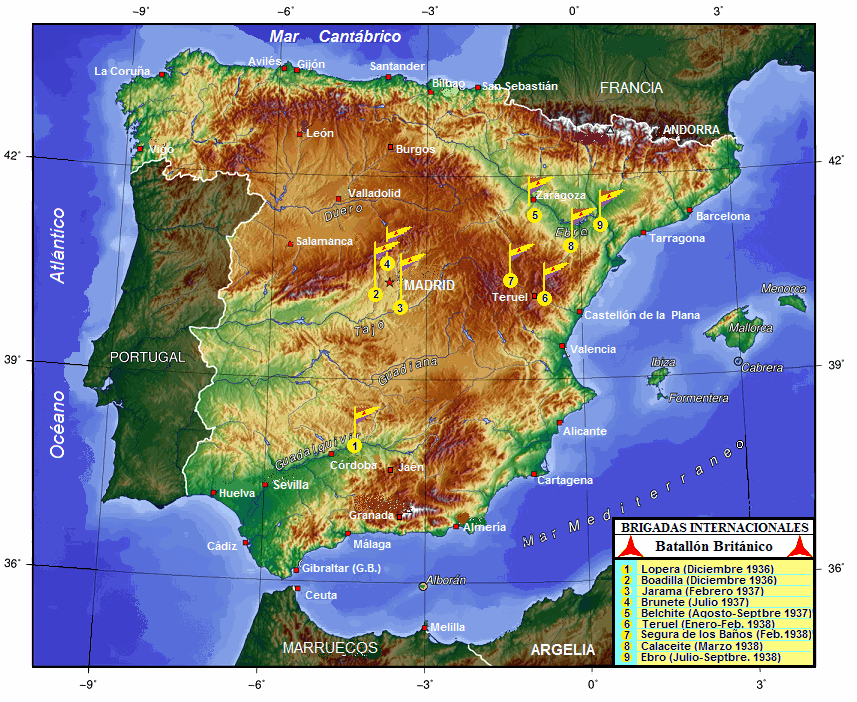
Carte montrant les sites des différents engagements du bataillon Britannique.

En février 1937, le bataillon fut engagé dans la bataille du Jarama, où les pertes furent importantes : le 12 février tombèrent 275 soldats. Deux jours plus tard, il ne restait plus que 140 survivants. Le bataillon resta à Jarama jusqu'au 17 juin 1937.
Renforcé par de nouvelles recrues, le bataillon fut envoyé à Brunete. C'est dans le village de Villanueva de la Cañada qu'ils avaient capturé qu'Alex McDade, qui avait composé la chanson Valley of Jarama, fut tué. Après avoir subi un lourd bombardement, seuls 42 soldats étaient indemnes au 7 juillet. Le bataillon fut mis en réserve.
À la mi-août, la 35e division dont faisait partie la brigade fut envoyée en Aragon. Le bataillon fut engagé dans des combats de rue à Quinto. À la suite des pertes importantes, de nombreux Espagnols furent intégrés au bataillon.
Par la suite, le bataillon Britannique participa également aux batailles de Teruel et de l'Èbre en 1938.

### Dissolution
Le 21 septembre 1938, Juan Negrín annonça la dissolution des Brigades internationales. Le bataillon Britannique fut envoyé en réserve à la fin du mois de septembre 1938 et, le 17 octobre, prit part à la parade d'adieux à Barcelone. À ce moment, il y avait 305 volontaires britanniques, qui quittèrent l'Espagne. Ils arrivèrent à Victoria Station le 7 décembre, accueilli par une foule dans laquelle se trouvaient Clement Attlee, Stafford Cripps, Willie Gallacher et Will Lawther (en).

## L'International Brigade Memorial Trust
L' International Brigade Memorial Trust (en) a été conçu par les vétérans et des historiens, afin de préserver la mémoire du bataillon Britannique.

### Roll of Honour
L'IBMT a dressé dans le Roll of Honour la liste des membres du bataillon tombés en Espagne. Elle a été établie à partir des archives des Brigades internationales à la Marx Memorial Library de Londres et aux Archives des Brigades internationales du Centre pour la Préservation et l'Étude des Documents d'Histoire Récente de Moscou.

### Membres remarquables
- Bill Alexander (en), chimiste industriel ; commandant du British Battalion après 1938 ; dernier secrétaire général adjoint du Parti communiste de Grande-Bretagne.
- Christopher Caudwell (en), journaliste, poète ; tué à Jarama.
- Fred Copeman (en), ancien marin, organisateur de la mutinerie d'Invergordon ; commandant du British Battalion en 1937.
- John Cornford (en), poète, arrière-petit-fils de Charles Darwin.
- Jason Gurney (en), sculpteur.
- Len Crome, docteur, neuropathologiste ; décoré de la Military Cross pendant la Seconde Guerre mondiale.
- Jack Jones (en), ancien secrétaire général de la Transport and General Workers' Union.
- Laurie Lee, poète, écrivain.
- Will Paynter (en), secrétaire Général de l'Union Nationale des Mineurs en 1959 - 1968.
- Esmond Romilly (en), journaliste ; neveu de Winston Churchill.
- Stephen Spender, poète, essayiste ; professeur au University College de Londres ; anobli en 1983.
- Alfred Sherman, philosophe ; traducteur du bataillon russe ; fait prisonnier en 1938.
- Tom Wintringham (en), journaliste, écrivain ; commandant du British Battalion jusqu'en 1937.

## Sources et bibliographie
- (en) Cet article est partiellement ou en totalité issu de l’article de Wikipédia en anglais intitulé « British Battalion » (voir la liste des auteurs).
- (en) Bill Alexander, British volunteers for liberty : Spain, 1936-1939, Londres, Lawrence and Wishart, 1982, 288 p. (ISBN 978-0-85315-564-5).
- (en) Bill Alexander, No to Franco : the struggle never stopped, 1939-1975, Londres, B. Alexander, 1992, 96 p. (ISBN 978-0-9519667-0-9).
- (en) Richard Baxell, British Volunteers in the Spanish Civil War, Taylor & Francis, 2004 (ISBN 978-1-280-03692-7, OCLC 814375389).
- (en) Walter Gregory, The shallow grave : a memoir of the Spanish Civil War, Londres, V. Gollancz, 1986, 183 p. (ISBN 978-0-575-03790-8).
- Reason in Revolt, Fred Copeman, Blandford Press, 1948. (Out of print)
- Britons in Spain - The History of the British Battalion of the XVTH International Brigade, William Rust, Lawrence & Wishart, 1939.
- (en) Jason Gurney, Crusade in Spain, Londres, Faber and Faber, 1974, 189 p. (ISBN 978-0-571-10310-2).
- (en) Mike Cooper et Ray Parkes, We cannot park on both sides : Reading volunteers in the Spanish Civil War, 1936-39, Reading, Reading International Brigades Memorial Committee, 2000, 139 p. (ISBN 978-0-9535448-0-6).